# سليمان مشيش
سليمان العلمي الإدريسي اشتهر بلقب «مشيش» بالميم وقيل بالباء: سليمان المعروف بمشيش ابن أبو بكر بن علي العلمي الإدريسي ابن بو حرمة ابن عيسى ابن سلام العروس بن أحمد مزوار الإدريسي ابن علي حيدرة بن محمد بن إدريس الثاني، (إدريس الثاني) ابن إدريس الأول ابن عبد الله الكامل بن الحسن المثنى (انظر ترجمة: الحسن المثنى بن الحسن السبط) ابن الحسن السبط ابن علي بن أبي طالب وفاطمة الزهراء بنت الرسول محمد بن عبد الله-ص-.الحراق
النسب الصحيح لسيدي عبد السلام بن مشيش وكل أشراف جبل العلم تم تحقيقه في ( كتاب الإحياء بعد الإنساء ) بمعرض القاهرة للكتاب 2011 م للشريف المحقق المهندس عبد الفتاح فتحي أبو حسن شكر ـ الحدين ـ كوم حماده ـ بحيرة ـ مصر

## قبره ببني عروس
يوجد قبر سليمان «مشيش» بقرية اغيل، وعليه حوش فوق القامة مطلى بالجير وبالقرب من الخلوة المحظورة مسجده ودار سكناه ولن يزال مسجده قائم البناء محفوظا للصلاة لا يصل إليه إلا من أراد العبادة والذكر في الخلوة وأما القرية المذكورة فقد أقفرت «منذ 52 سنة هجرية» (بحسب ما نقله صاحب كتاب الحصن المتين) وتفرق سكانها في القبائل المجاورة، وكان منهم الفقيه العلامة الشهير المعروف بالفقيه مرسو الذي توفي إثر احتلال الأسبان لجبل العلم بعد الحماية عشر ذي الحجة سنة 1346 هجرية موافق سنة 1927م ودفن بالقرب من ضريح عمه سيدي مشيش. ويوجد مدشر بوعلقمة بالقرب من مدشر أغيل الخرب، وهم دور قليلة جدا.

## البيت المشيشي
خلف  سليمان مشيش ثلاثة رجال هم:
- الشيخ عبد السلام بن مشيش.
- أخوه الأكبر وأحد أشياخه في الدراسة العلمية «الحاج موسى الرضى» بن مشيش : دفين أعلى قرية دار بجوْ بالباء بالقرب من تزروت العروسية، ولا يبعد عنها إلا بنحو أربع كيلمترات وعليه سور من الحجارة دون طين في قليل مز أشجار البري وبالقرب منه مسجده للصلاة لا يزال بناؤه محفوظا لمن أراد الصلاة فيه، توفي قبل أخيه الشيخ المذكور بـ 20 وقيل 12 سنة، ويروى أن الشيخ المذكور كانت له عادة في زيارة قبر أخيه كل جمعة إلى أن توفي.
- أخوهما  يملاح بن مشيش المدفون إلى جانب قبر أبيه من الجهة الخلفية بنحو 10 أمتار وعليه حوش صغير من الحجارة دون طين مطلى بالجير، وكلهم أشقاء من الأم زهرة أخت إبراهيم بن عريف وينتهي نسبهما لحنين فهي عمرانية إدريسية يوجد قبر أخيها المذكور في ومسط الجبل على بعد مسافة نحو 5 أميال من ضريح الشيخ الجامع من الجهة الغربية، ويوجد ضريحها بموضع يعرف بخندق ابران كانت به قرية فخربت قديما وعليها حوش من الحجارة دون طين مطلى بالجير ظاهر للعيان من كل مكان، وخصوصا من قنة جبل المنازه.

## وصلات داخلية
- جبل العلم